# The Wanderer
The Wanderer är en låt skriven av Ernie Maresca och ursprungligen inspelad av Dion. Den utgavs som singel sent 1961 och blev i början av 1962 en hit i flera länder. 
Låten, med ett 12-bar blues-base verse och en åtta-bar bridge, berättar historien om en kringflackande man och hans många älskarinnor. 
Maresca hade skrivit Dions tidigare amerikanska listetta, "Runaround Sue", men ursprungligen var "The Wanderer" avsedd för en annan grupp, "Nino och Ebbtides. Dom valde dock en annan av Marescas låtar, så Dion fick den som B-sida på sin uppföljare, "The Majestic", en låt som hans skivbolag hade valt för honom. Man när skivan spelades av DJ:ar på olika radiostationer föredrog de B-sidan, "The Wanderer", som då gick in på Billboard Hot 100 i december 1961 och gick upp till plats # 2 i början av 1962. Singeln nådde bland annat plats 10 i Storbritannien, och plats 1 i Australien. Låten rankades  som # 239 på Rolling Stone Magazines lista över The 500 Greatest Songs of All Time.

## Listplaceringar
| Lista (1962)   | Position               |
| -------------- | ---------------------- |
| Australien     | 1                      |
| Frankrike      | 36                     |
| Kanada         | 6 (CHUM Hit Parade)    |
| Nya Zeeland    | 2 (Lever Hit Parade)   |
| Storbritannien | 10 (UK Singles Chart)  |
| Sverige        | 4 (Tio i topp)         |
| Sverige        | 6 (Radio Nord Topp 20) |
| USA            | 2 (Billboard Hot 100)  |